# Melitaea venosata
Melitaea venosata är en fjärilsart som beskrevs av Niesiolowski 1937. Melitaea venosata ingår i släktet Melitaea och familjen praktfjärilar. Inga underarter finns listade i Catalogue of Life.